# Liste der Baudenkmäler in Gerresheim
Die Liste der Baudenkmäler in Gerresheim enthält die denkmalgeschützten Bauwerke auf dem Gebiet von Düsseldorf-Gerresheim, Stadtbezirk 7, in Nordrhein-Westfalen. Diese Baudenkmäler sind in der Denkmalliste der Stadt Düsseldorf eingetragen; Grundlage für die Aufnahme ist das Denkmalschutzgesetz Nordrhein-Westfalen (DSchG NRW).

## Baudenkmäler
| Bild                                                                 | Bezeichnung                                                          | Lage | Beschreibung | Bauzeit          | Eingetragen seit   | Denkmal- nummer |
| -------------------------------------------------------------------- | -------------------------------------------------------------------- | --- | --- | ---------------- | ------------------ | --------------- |
|                                                                      |                                                                      | Aloys-Odenthal-Platz 1 Karte | | 1899             | 4. Mai 1983        | A 352           |
|                                                                      |                                                                      | Alter Markt 10 Karte | | 18. Jh.          | 10. November 1983  | A 459           |
| weitere Bilder                                                       | Derner Hof                                                           | Am Großen Dern ohne Nr. | Bodendenkmal, neuzeitlicher Siedlungsplatz, inzwischen um- oder überbaut | mittelalterlich  | 9. Oktober 1991    | A 1228          |
| Hanna-Zündorfer-Schule                                               | Hanna-Zündorfer-Schule                                               | Benderstraße 78 (Vordergebäude) Karte | Schulgebäude, seit 2003 benannt nach der ehemaligen, jüdischen Schülerin Hannele Zürndorfer aus den 1930er Jahren. Auf der Benderstraße 78 sind drei Klassenräume, ein Betreuungsraum und das Lehrerzimmer untergebracht. Auf dem Schulhof befindet sich das Hofgebäude (nicht unter Denkmalschutz) mit je zwei Klassen- und OGS-Räumen. In der Dependance Unter den Eichen 95 gibt es nochmals die Schuljahre 1 bis 4, sowie zwei OGS-Gruppen. Zusammen bilden alle drei Gebäude die evangelische Hanna-Zürndorfer-Schule. | ca. 1905         | 14. September 1988 | A 1150          |
|                                                                      |                                                                      | Benderstraße 124, 126, 128, 130 Karte | | 1904             | 14. September 2007 | A 1586          |
|                                                                      |                                                                      | Benderstraße 158 Karte | | 1903             | 23. Februar 1982   | A 19            |
|                                                                      |                                                                      | Benderstraße 160 Karte | | 1904             | 23. Februar 1982   | A 20            |
|                                                                      |                                                                      | Benderstraße 162 Karte | | 1905             | 23. Februar 1982   | A 21            |
|                                                                      |                                                                      | Benderstraße 164 Karte | | 1905             | 23. Februar 1982   | A 22            |
|                                                                      |                                                                      | Benderstraße 166 Karte | | 1905–1906        | 23. Februar 1982   | A 23            |
|                                                                      |                                                                      | Benderstraße 168 Karte | | 1905–1906        | 23. Februar 1982   | A 24            |
| sogen. Kolonie                                                       | sogen. Kolonie                                                       | Bergische Landstraße 3–17 Karte | | 1908             | 15. Januar 1990    | A 1197          |
| Templum Festsaal                                                     | Templum Festsaal                                                     | Bergische Landstraße 35 Karte | | ca. 1900         | 17. Februar 1986   | A 966           |
| Wohnhaus                                                             | Wohnhaus                                                             | Dreifaltigkeitsstraße 1 Karte | Das zweistöckige Backstein-Eckhaus, auch Burg genannt, errichtet nach den Plänen des Architekten Karl Lammers (* 1872), war das Wohnhaus von Carl Strunk, Leibarzt der Familie Heye und erster Werksarzt der Gerresheimer Glashütte. Zum Denkmal gehören ein eisernes Tor zur Dreifaltigkeitsstraße hin, die hochwertige Innenausstattung mit Vertäfelungen, Holz- und Stuckdecken, Marmorverkleidungen, das Treppenhaus, Kamine, Türanlagen und Bleiglasfenster. | 1904             | 9. Januar 1986     | A 963           |
| Meistersiedlung                                                      | Meistersiedlung                                                      | Flaschenstraße 2–12, Heckteichstraße 30–54, Paulinenstraße 1, 2, 3, 4, 5, 6, 7, 8 und 10–20, Höherhofstraße 25–51 Karte                                                                                                 | | ca. 1906         | 29. Juli 1982      | A 199           |
|                                                                      |                                                                      | Friedingstraße 31, 33 Karte | | 1905–1906        | 26. Oktober 1993   | A 1270          |
| weitere Bilder                                                       | St. Margareta                                                        | Gerricusplatz 1 Karte | | 1220–1240        | 23. Juli 1982      | A 177           |
|                                                                      |                                                                      | Gerricusplatz 8 Karte | | 18. Jh.          | 23. Juli 1982      | A 178           |
|                                                                      |                                                                      | Gerricusplatz 12 Karte | | 18. Jh.          | 23. Juli 1982      | A 179           |
|                                                                      |                                                                      | Gerricusplatz 17 Karte | | 18. Jh.          | 23. Juli 1982      | A 180           |
|                                                                      |                                                                      | Gerricusplatz 21, 22 Karte | | 18. Jh.          | 9. November 1983   | A 454           |
| Quadenhof                                                            | Quadenhof                                                            | Gerricusplatz 23 Karte | | 15. Jh.          | 23. Juli 1982      | A 181           |
|                                                                      |                                                                      | Gerricusplatz 25 Karte | | 18. Jh.          | 23. Juli 1982      | A 182           |
|                                                                      |                                                                      | Gerricusplatz 26, 27 Karte | | 18. Jh.          | 14. Dezember 1984  | A 812           |
|                                                                      |                                                                      | Gerricusplatz 28 Karte | | 1892             | 23. Juli 1982      | A 183           |
| weitere Bilder                                                       | unter Stiftsgebäude                                                  | Gerricusstraße 11 Karte | | 13.–14. Jh.      | 15. Dezember 1988  | A 1167          |
| Stiftsgebäude                                                        | Stiftsgebäude                                                        | Gerricusstraße 12 Karte | | 1236             | 16. Dezember 1986  | A 1015          |
| Gerricuspütz                                                         | Gerricuspütz                                                         | Gerricusstraße o. Nr. Karte | | 1922             | 23. November 1999  | A 1477          |
| Gemeindehaus der Evangelischen Kirchengemeinde Düsseldorf-Gerresheim | Gemeindehaus der Evangelischen Kirchengemeinde Düsseldorf-Gerresheim | Hardenbergstraße 3 Karte | Architekt: Bernhard Tüshaus | 1899             | 8. Februar 1989    | A 1179          |
|                                                                      |                                                                      | Hardenbergstraße 13 Karte | | 1903             | 15. Oktober 1984   | A 726           |
|                                                                      |                                                                      | Heyestraße 91 Karte | | Ende 19. Jh.     | 18. Juli 1984      | A 659           |
| Haus Poggfred                                                        | Haus Poggfred                                                        | Heyestraße 92 Karte | Architekt: Richard Mühe. „Inmitten einer kleinen Parkanlage, hinter einer Gartenmauer und schmiedeeisernem Tor, liegt die 1892 als Fabrikantenwohnsitz erbaute „Villa Poggfred.“ Wegen ihrer ausgezeichnet erhaltenen inneren und äußeren Ausstattung steht sie als eine der letzten freistehenden Villengebäude an der nördlichen Heyestraße unter Denkmalschutz. Dominiert wird das Gebäude durch den zweieinhalb geschossigen Turm auf der linken Hausseite. Im Bogenfeld über dem Turmfenster im ersten Stock wacht ganz im Sinne des patriotischen Duktus des Kaiserreiches die Germania. Auch im Innern setzt sich der Schlosscharakter mit großflächigen Wandfresken, Holzvertäfelungen und einen aufwendigen Treppenhaus fort.“ | 1892             | 14. November 1984  | A 746           |
| Gustav-Adolf-Kirche                                                  | Gustav-Adolf-Kirche                                                  | Heyestraße 93 Karte | | 1878             | 12. Juni 1984      | A 631           |
| Neustadt Gerresheim                                                  | Neustadt Gerresheim                                                  | Heyestraße 149–167, 173, Morper Straße 3–17d, Teutoburgstraße 1, 2, 3, 4, 5, 6, 7, 8, 9, 10, 11, 12, Portastraße 1, 2, 3, 4, 5, 6, 7, 8, 9, 10, 11, 12, 13, 14, 15, 18, Owensstraße 1, 5, 7, 8, 9, 10, 11, 13, 15 Karte | | 1864             | 19. Dezember 1984  | A 823           |
| Industriedenkmal der Gerresheimer Glashütte                          | Industriedenkmal der Gerresheimer Glashütte                          | Heyestraße 178 Karte | Der markante Glasturm, mit dem blauen, gekrönten G (Gerrix-Turm), ein Kesselhaus und die ehemalige Elektrozentrale. | 1906–1966        | 4. November 2008   | A 1577          |
| weitere Bilder                                                       | Bahnhof Gerresheim                                                   | Heyestraße 194 Karte | | 1877             | 14. Juli 2009      | A 1585          |
| Blutskapelle                                                         | Blutskapelle                                                         | Heyestraße o. Nr. Karte | | 1725             | 19. Februar 1985   | A 854           |
| weitere Bilder                                                       | Grundschule                                                          | Kamper Weg 291 Karte | | 1887–1907        | 21. September 2000 | A 1488          |
|                                                                      |                                                                      | Kölner Tor 40 und Am Wallgraben Karte | | 1697             | 25. Februar 1988   | A 1103          |
| Wohnhaus                                                             | Wohnhaus                                                             | Lakronstraße 48 Karte | Erbaut wurde das zweigeschossige Haus nach den Plänen des Architekten Curt von Brocke. Es gehört heute mit seiner Ausstattung zu den am besten erhaltenen repräsentativen Wohnhäusern großbürgerlichen Wohnens in Düsseldorf aus den Jahren vor dem Ersten Weltkrieg. | 1908             | 2. April 2001      | A 1494          |
| Friedhof                                                             | Friedhof                                                             | Mansfeldstraße o. Nr. Karte | | 1903             | 30. Januar 2004    | A 1521          |
|                                                                      |                                                                      | Neusser Tor 4 Karte | | Ende 19. Jh.     | 2. Februar 1984    | A 530           |
|                                                                      |                                                                      | Neusser Tor 6 Karte | | 18. Jh. und 1829 | 15. Februar 1983   | A 314           |
|                                                                      |                                                                      | Neusser Tor 8 Karte | | 18. Jh. und 1829 | 15. Februar 1983   | A 314           |
|                                                                      |                                                                      | Neusser Tor 10 Karte | | Anfang 19. Jh.   | 15. Februar 1983   | A 315           |
|                                                                      |                                                                      | Neusser Tor 12 Karte | | ca. 1820         | 15. Februar 1983   | A 316           |
|                                                                      |                                                                      | Neusser Tor 14 Karte | | Anfang 19. Jh.   | 2. Februar 1984    | A 531           |
| weitere Bilder                                                       |                                                                      | Neusser Tor 16 Karte | | Anfang 19. Jh.   | 2. Februar 1984    | A 532           |
| Grabmal Lier                                                         | Grabmal Lier                                                         | Quadenhofstraße 151 | Architekt: Erich Reusch | ca. 1957         | 12. Mai 2012       | A 1615          |
| Grabmal Sack                                                         | Grabmal Sack                                                         | Quadenhofstraße 151 | | ca. 1925         | 19. Januar 2007    | A 1563          |
| Friedhofsanlage                                                      | Friedhofsanlage                                                      | Quadenhofstraße o. Nr. | | 1925             | 9. Januar 2004     | A 1517          |
|                                                                      |                                                                      | Schönaustraße 25 Karte | | 1881–1882, 1903  | 17. November 1992  | A 1247          |
| ehem. Heye-Bad                                                       | ehem. Heye-Bad                                                       | Torfbruchstraße 350 Karte | | Ende 19. Jh.     | 24. November 1986  | A 1013          |
| Hanna-Zürndorfer-Schule                                              | Hanna-Zürndorfer-Schule                                              | Unter den Eichen 95 Karte | Schulgebäude, Dependance der Hanna-Zürndorfer-Schule auf der Benderstraße 78. | 1904–1905        | 15. April 1996     | A 1389          |